# Eurystyles actinosophila
Eurystyles actinosophila är en orkidéart som först beskrevs av João Barbosa Rodrigues, och fick sitt nu gällande namn av Rudolf Schlechter. Eurystyles actinosophila ingår i släktet Eurystyles och familjen orkidéer. Inga underarter finns listade i Catalogue of Life.

## Bildgalleri

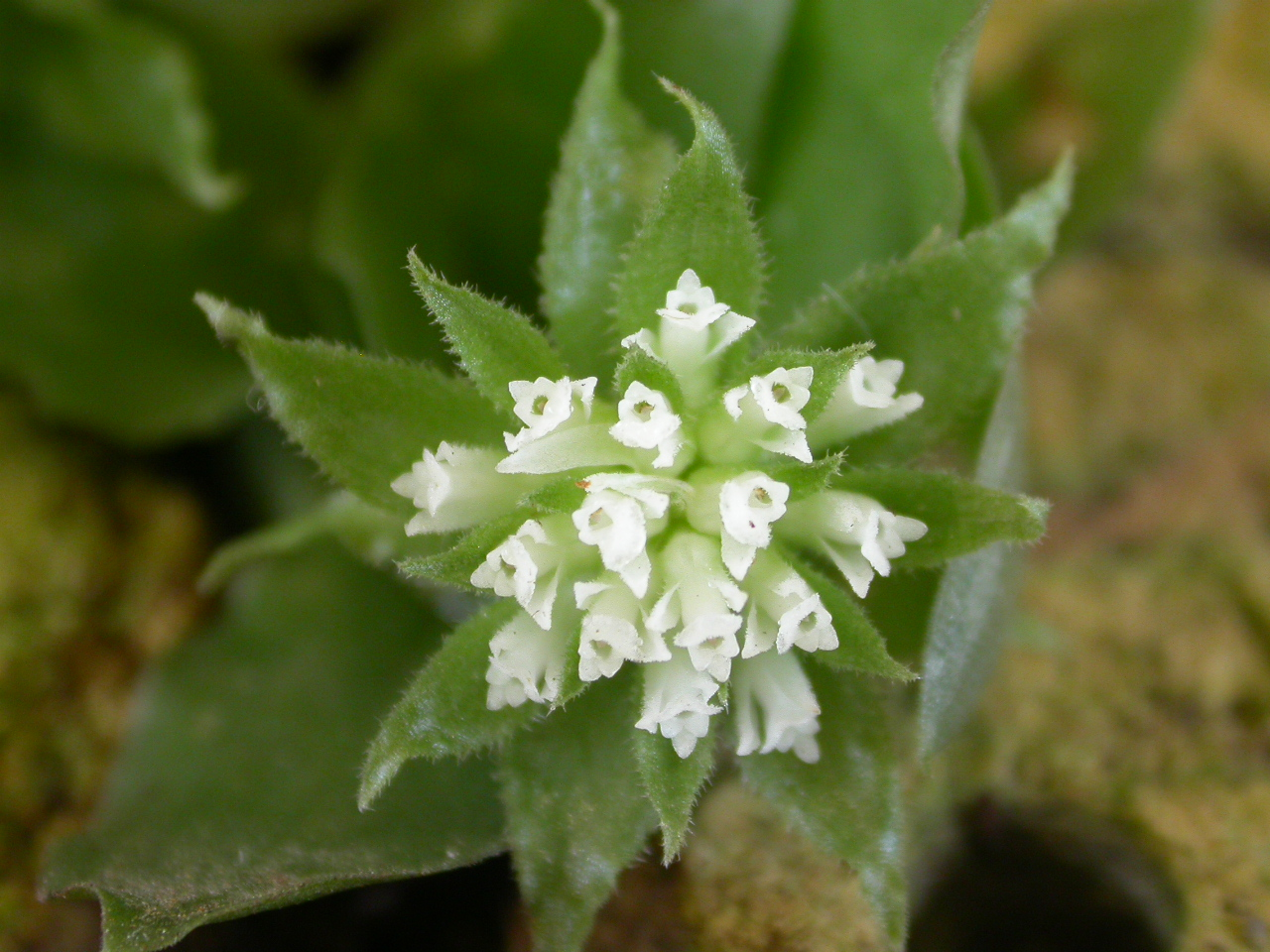
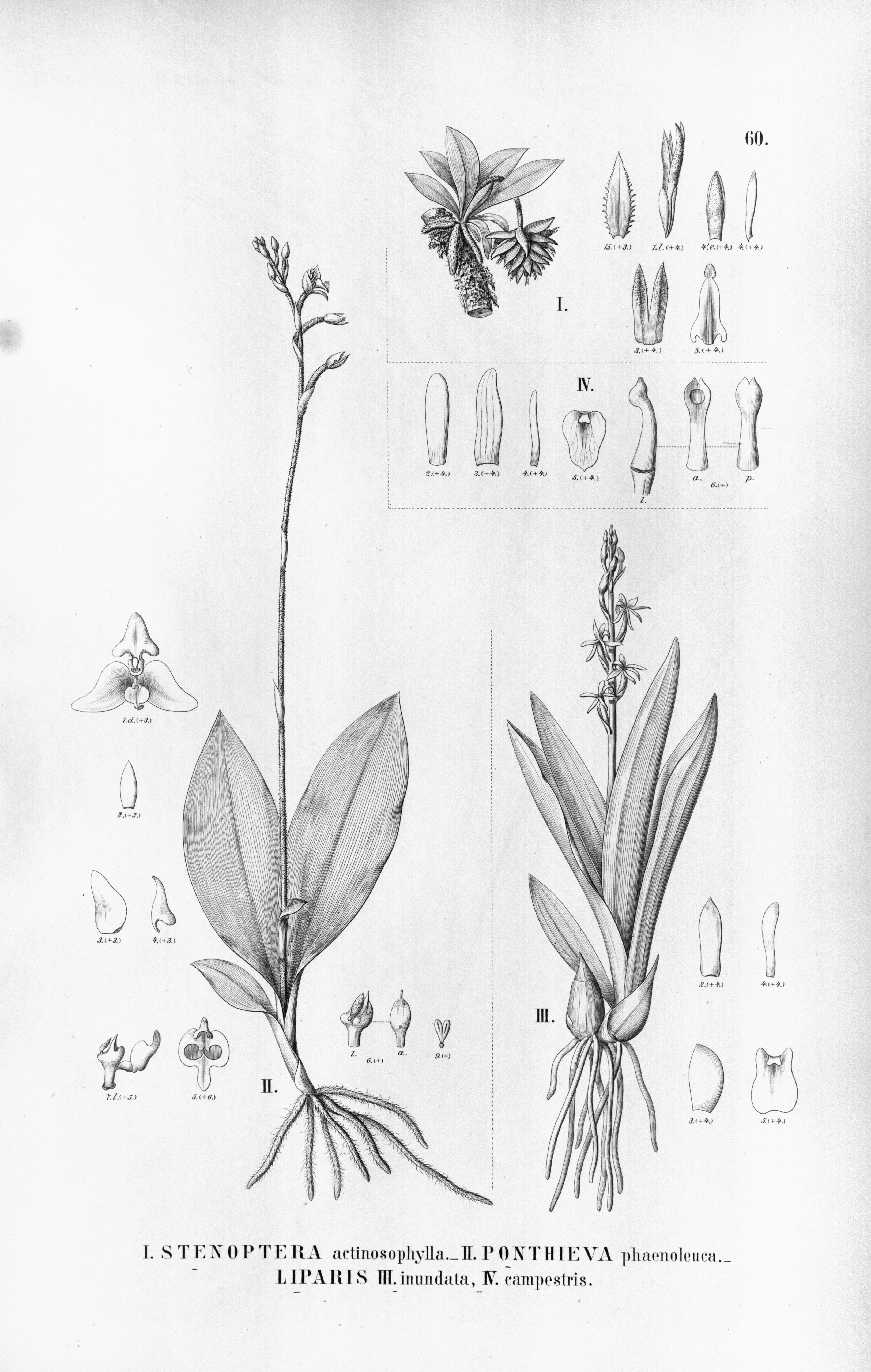